# ولسوالی فرنگ و غارو
ولسوالی فرنگ یکی از ولسوالی های خوست و فرنگ یا حوزهٔ خوست های ولایت بغلان است. به مرکزیت شهر فرنگ در شمال افغانستان. فرنگ از ولسوالی‌های درجه سوم ولایت بغلان بوده، ۵۰۴ کیلومترمربع مساحت دارد و چهاردهمین ولسوالی بزرگ‌ بغلان می‌باشد. این ولسوالی با ۱۸٬۷۷۳ نفر جمعیت در سال ۱۳۹۹، چهاردهمین ولسوالی پر چمعیت ولایت بغلان است. معلومات بیشتر در مورد این ولسوالی را می‌توانید از صفحهٔ خوست و فرنگ دریافت کنید.

## جغرافیا
ولسوالی فرنگ و غارو از شمال غرب با ولسوالی گذرگاه نور، از جنوب شرق و جنوب با ولسوالی‌ خوست و فرنگ و از شرق با ولایت تخار محدود می‌باشد.
ولسوالی فرنگ و غارو از ولسوالی های سرسبز ولایت بغلان است که ۳۲ نفر در هر کیلومتر مربع آن زندگی می‌کنند. آب و هوای فرنگ و غارو خشک و سرد است و متوسط دما ۸ درجه سانتی‌گراد است. گرم‌ترین ماه آن، ماه اسد با ۲۱ درجه سانتی‌گراد و سردترین ماه آن، ماه دلو با ۸- درجه سانتی‌گراد می‌باشد. میزان بارش به طور میانگین ۶۸۳ میلی متر در سال است. مرطوب‌ترین ماه آن، ماه حوت با ۱۴۷ میلی‌متر و خشک‌ترین ماه آن، ماه اسد با ۵ میلی‌متر بارندگی است.
| ژ                                                   | ف          | م         | آ         | م       | ژ       | ژ       | آ       | س       | اُ       | ن       | د         |
| ۴۳ ۵− ۱۱−                                           | ۱۴۷ ۳− ۱۲− | ۱۳۶ ۱۱ ۶− | ۱۲۶ ۱۸ ۳− | ۵۲ ۲۳ ۴ | ۱۳ ۲۹ ۹ | ۷ ۳۱ ۱۰ | ۵ ۳۱ ۱۱ | ۱۰ ۲۸ ۸ | ۲۴ ۱۹ ۱ | ۷۳ ۹ ۶− | ۴۶ ۲− ۱۱− |
| میانگین بالاترین و پایین‌ترین دما به مقیاس سانتیگراد |            |           |           |         |         |         |         |         |         |         |           |
| بارندگی به مقیاس میلی‌متر                            |            |           |           |         |         |         |         |         |         |         |           |
| منبع:                                               |            |           |           |         |         |         |         |         |         |         |           |

| مقیاس فارنهایت و اینچ                              | مقیاس فارنهایت و اینچ | مقیاس فارنهایت و اینچ | مقیاس فارنهایت و اینچ | مقیاس فارنهایت و اینچ | مقیاس فارنهایت و اینچ | مقیاس فارنهایت و اینچ | مقیاس فارنهایت و اینچ | مقیاس فارنهایت و اینچ | مقیاس فارنهایت و اینچ | مقیاس فارنهایت و اینچ | مقیاس فارنهایت و اینچ |
| -------------------------------------------------- | --------------------- | --------------------- | --------------------- | --------------------- | --------------------- | --------------------- | --------------------- | --------------------- | --------------------- | --------------------- | --------------------- |
| ژ                                                  | ف                     | م                     | آ                     | م                     | ژ                     | ژ                     | آ                     | س                     | اُ                     | ن                     | د                     |
| ۱٫۷ ۲۳۱۲                                           | ۵٫۸ ۲۷۱۰              | ۵٫۴ ۵۲۲۱              | ۵ ۶۴۲۷                | ۲ ۷۳۳۹                | ۰٫۵ ۸۴۴۸              | ۰٫۳ ۸۸۵۰              | ۰٫۲ ۸۸۵۲              | ۰٫۴ ۸۲۴۶              | ۰٫۹ ۶۶۳۴              | ۲٫۹ ۴۸۲۱              | ۱٫۸ ۲۸۱۲              |
| میانگین بالاترین و پایین‌ترین دما به مقیاس فارنهایت |                       |                       |                       |                       |                       |                       |                       |                       |                       |                       |                       |
| بارندگی به مقیاس اینچ                              |                       |                       |                       |                       |                       |                       |                       |                       |                       |                       |                       |

| ژ                                                   | ف          | م         | آ         | م       | ژ       | ژ       | آ       | س       | اُ       | ن       | د         |
| ۴۳ ۵− ۱۱−                                           | ۱۴۷ ۳− ۱۲− | ۱۳۶ ۱۱ ۶− | ۱۲۶ ۱۸ ۳− | ۵۲ ۲۳ ۴ | ۱۳ ۲۹ ۹ | ۷ ۳۱ ۱۰ | ۵ ۳۱ ۱۱ | ۱۰ ۲۸ ۸ | ۲۴ ۱۹ ۱ | ۷۳ ۹ ۶− | ۴۶ ۲− ۱۱− |
| میانگین بالاترین و پایین‌ترین دما به مقیاس سانتیگراد |            |           |           |         |         |         |         |         |         |         |           |
| بارندگی به مقیاس میلی‌متر                            |            |           |           |         |         |         |         |         |         |         |           |
| منبع:                                               |            |           |           |         |         |         |         |         |         |         |           |

| مقیاس فارنهایت و اینچ                              | مقیاس فارنهایت و اینچ | مقیاس فارنهایت و اینچ | مقیاس فارنهایت و اینچ | مقیاس فارنهایت و اینچ | مقیاس فارنهایت و اینچ | مقیاس فارنهایت و اینچ | مقیاس فارنهایت و اینچ | مقیاس فارنهایت و اینچ | مقیاس فارنهایت و اینچ | مقیاس فارنهایت و اینچ | مقیاس فارنهایت و اینچ |
| -------------------------------------------------- | --------------------- | --------------------- | --------------------- | --------------------- | --------------------- | --------------------- | --------------------- | --------------------- | --------------------- | --------------------- | --------------------- |
| ژ                                                  | ف                     | م                     | آ                     | م                     | ژ                     | ژ                     | آ                     | س                     | اُ                     | ن                     | د                     |
| ۱٫۷ ۲۳۱۲                                           | ۵٫۸ ۲۷۱۰              | ۵٫۴ ۵۲۲۱              | ۵ ۶۴۲۷                | ۲ ۷۳۳۹                | ۰٫۵ ۸۴۴۸              | ۰٫۳ ۸۸۵۰              | ۰٫۲ ۸۸۵۲              | ۰٫۴ ۸۲۴۶              | ۰٫۹ ۶۶۳۴              | ۲٫۹ ۴۸۲۱              | ۱٫۸ ۲۸۱۲              |
| میانگین بالاترین و پایین‌ترین دما به مقیاس فارنهایت |                       |                       |                       |                       |                       |                       |                       |                       |                       |                       |                       |
| بارندگی به مقیاس اینچ                              |                       |                       |                       |                       |                       |                       |                       |                       |                       |                       |                       |

## منبع‌ها
1. 1 2  «Baghlan A Socio-Economic and Demographic Profile» (PDF). صندوق جمعیت سازمان ملل متحد. اداره مرکزی آمار افغانستان. دریافت‌شده در ۱۲-۱۲-۱۳۹۰. تاریخ وارد شده در |تاریخ بازدید= را بررسی کنید (کمک)[پیوند مرده]
2. ↑  آشنایی با شهرستان خوست ها.
3. ↑  Ang kasarangang giiniton ۸  °C . Ang kinainitan nga bulan Hulyo, sa ۲۲  °C , ug ang kinabugnawan Enero, sa −۸ °C
4. ↑  Ang kasarangang pag-ulan ۷۵۳ milimetro matag tuig. Ang kinabasaan nga bulan Pebrero, sa ۱۷۷ milimetro nga ulan, ug ang kinaugahan Hulyo, sa ۳ milimetro.